# Pirros Dimas
Pirros Dimas (en grec: Πύρρος Δήμας) (Himarë, Albània 1971) és un aixecador grec, ja retirat, guanyador de quatre medalles olímpiques.

## Biografia
Va néixer el 13 d'octubre de 1971 a la ciutat de Himarë, població situada al districte de Vlorë, fill de ciutadans grecs. L'any 1991 emigrà a Grècia i el 1992 aconseguí la ciutadania d'aquest país.

## Carrera esportiva

### Trajectòria amb Albània
Va iniciar la competició en halterofília als 11 anys, aconseguint convertint-se en campió nacional els anys 1989 i 1990. El 1989 aconseguí finalitzar quart en el Campionat d'Europa d'halterofília.

### Trajectòria amb Grècia
Nacionalitzat grec el 1992, va participar als 20 anys en els Jocs Olímpics d'Estiu de 1992 celebrats a Barcelona (Catalunya), on va aconseguir guanyar la medalla d'or en la prova masculina de pes pesant lleuger. En la seva última aixecada va cridar ΓΙΑ ΤΗΝ ΕΛΛΑΔΑ.! (Per a Grècia!), una frase dedicada al seu país d'adopció. En els Jocs Olímpics d'Estiu de 1996 realitzats a Atlanta (Estats Units) aconseguí revalidar el seu metall, un fet que repetí en els Jocs Olímpics d'Estiu de 2000 realitzats a Sydney (Austràlia). En els Jocs Olímpics d'Estiu de 2004 realitzats a Atenes (Grècia) fou l'abanderat de Grècia en la cerimònia inaugural. En la competició esportiva Dimas arribà amb problemes al genoll i amb una lesió al canell, però amb tot aconseguí guanyar la medalla de bronze en la mateixa categoria.
Al llarg de la seva carrera ha guanyat quatre medalles en el Campionat del Món d'halterofília, tres d'elles d'or, i quatre medalles en el Campionat d'Europa, una d'elles d'or.
El juny de 2008 es convertí en vicepresident, i l'octubre del mateix any en president, de la Federació grega d'halterofília.